# سكوت شيفيلد
سكوت شيفيلد (بالإنجليزية: Scott Sheffield)‏ هو أستاذ جامعي ورياضياتي أمريكي، ولد في 20 أكتوبر 1973.